# Joe Aribo
Joe Aribo, né le 21 juillet 1996 à Camberwell, est un footballeur international nigérian qui évolue au poste de milieu de terrain à Southampton FC.

## Carrière

### En club

#### Débuts avec Charlton (2015-2019)
Joe Aribo rejoint Charlton Athletic en 2015, alors qu'il est âgé de dix-neuf ans. Le 4 octobre 2016, il joue son premier match en équipe première en entrant à l'heure de jeu contre Crawley Town en EFL Trophy. Il prend part à dix-neuf matchs de championnat lors de la saison 2016-2017, sa première au niveau professionnel.
Le 23 décembre 2017, Aribo inscrit son premier but en championnat avec Charlton à l'occasion d'un match face à Blackpool (1-1). Titulaire au milieu de terrain lors de la saison 2018-2019, il inscrit 10 buts en 39 matches toutes compétitions confondues.

#### Premiers titres avec les Rangers (2019-2022)
Le 27 juin 2019, il s'engage pour quatre saisons avec le Rangers FC.
Le 9 juillet suivant, il joue son premier match sous le maillot du club écossais en entrant en cours de jeu contre le club gibraltarien du Saint Joseph's FC (victoire 0-4) en Ligue Europa. Il marque son premier but avec le Rangers FC le 18 juillet 2019, à l'occasion du match retour face à ces mêmes adversaires (6-0).
Sa première saison en Écosse en plutôt concluante puisqu'il inscrit 9 buts en 49 rencontres avec son club, qui termine deuxième, en plus d'être appelé en sélection pour la première fois.
Lors de la saison 2020-2021 Aribo est de nouveau un titulaire important et les Rangers dominent largement le championnat, obtenant leur 55e titre de champions.
La saison 2021-2022 est une confirmation sur le plan individuel. Sur le plan collectif, il vainqueur de la Coupe d'Écosse et finaliste de Ligue Europa.

#### Southampton FC (2022-)
Le 10 Juillet 2022, il signe un un contrat de 4 ans (jusqu’en juin 2026) avec la formation de Southampton FC contre une indemnité de transfert de sept millions d’euros.
Le 13 août 2022, il marque son premier but pour les saints a l'occasion du 2-2 contre Leeds United.

### En sélection
En août 2019, Joe Aribo est convoqué pour la première fois en équipe du Nigeria par le sélectionneur Gernot Rohr.
Le 10 septembre suivant, il honore sa première sélection avec les Super Eagles en étant titularisé lors d'un match amical face à l'Ukraine. Il se distingue en inscrivant le premier but de son équipe, qui fait match nul 2-2.
Joe Aribo dispute sa première compétition internationale lors de la Coupe d'Afrique des nations 2021. 
Le 29 décembre 2023, il est retenu dans la liste des vingt-cinq joueurs nigérians sélectionnés par José Peseiro pour disputer la Coupe d'Afrique des nations 2023.

## Statistiques
| Saison                | Club                  | Championnat             | Championnat | Championnat | Coupe nationale | Coupe nationale | Coupe de la Ligue | Coupe de la Ligue | Compétition(s) continentale(s) | Compétition(s) continentale(s) | Compétition(s) continentale(s) | Play-offs | Play-offs | Nigeria | Nigeria | Total | Total |
| Saison                | Club                  | Division                | M.          | B.          | M.              | B.              | M.                | B.                | Comp.                          | M.                             | B.                             | M.        | B.        | M.      | B.      | M.    | B.    |
| 2016-2017             | Charlton Athletic     | League One              | 19          | 0           | 3               | 0               | -                 | -                 | -                              | -                              | -                              | -         | -         | -       | -       | 22    | 0     |
| 2017-2018             | Charlton Athletic     | League One              | 26          | 5           | 6               | 1               | 2                 | 0                 | -                              | -                              | -                              | 2         | 0         | -       | -       | 36    | 6     |
| 2018-2019             | Charlton Athletic     | League One              | 36          | 9           | -               | -               | -                 | -                 | -                              | -                              | -                              | 3         | 1         | -       | -       | 39    | 10    |
| Sous-total            | Sous-total            | Sous-total              | 81          | 14          | 9               | 1               | 2                 | 0                 | -                              | 0                              | 0                              | 5         | 1         | 0       | 0       | 97    | 16    |
| 2019-2020             | Rangers FC            | Scottish Premier League | 27          | 3           | 3               | 1               | 4                 | 1                 | C3                             | 15                             | 4                              | -         | -         | 4       | 2       | 53    | 11    |
| 2020-2021             | Rangers FC            | Scottish Premier League | 30          | 7           | 2               | 0               | 1                 | 0                 | C3                             | 9                              | 1                              | -         | -         | -       | -       | 42    | 8     |
| 2021-2022             | Rangers FC            | Scottish Premier League | 34          | 8           | 5               | 0               | -                 | -                 | C1+C3                          | 1+17                           | 0+1                            | -         | -         | -       | -       | 57    | 9     |
| Sous-total            | Sous-total            | Sous-total              | 91          | 18          | 10              | 1               | 5                 | 1                 | -                              | 42                             | 6                              | 0         | 0         | 4       | 2       | 152   | 28    |
| 2022-2023             | Southampton FC        | Premier League          | 22          | 2           | 2               | 0               | 3                 | 0                 | -                              | -                              | -                              | -         | -         | 1       | 0       | 28    | 2     |
| 2023-2024             | Southampton FC        | Championship            | 20          | 1           | -               | -               | 1                 | 0                 | -                              | -                              | -                              | -         | -         | 8       | 0       | 29    | 1     |
| Sous-total            | Sous-total            | Sous-total              | 42          | 3           | 2               | 0               | 4                 | 0                 | -                              | 0                              | 0                              | 0         | 0         | 9       | 0       | 57    | 3     |
| Total sur la carrière | Total sur la carrière | Total sur la carrière   | 195         | 27          | 21              | 2               | 11                | 1                 | -                              | 34                             | 6                              | 5         | 1         | 13      | 2       | 279   | 39    |

## Palmarès

### En club
- Rangers FC
  - Vainqueur de la Coupe d'Écosse en 2022
  - Finaliste de la Ligue Europa en 2022
  - Champion d'Écosse en 2021
  - Vice-champion d'Écosse en 2020
  - Finaliste de la Coupe de la Ligue écossaise en 2019